# لوكا برودان
لوكا برودان (بالإسبانية: Luca Prodan)‏ ولد في 17 أيار/مايو من عام 1953 وتوفي في 22 كانون الأول/ديسمبر 1987، هو موسيقي ومغني إيطالي–اسكتلندي، كما كان قائد فرقة السومو، واحدة من فرق الروك الأكثر تأثيرا من الأرجنتين،  وهو مشهور هناك على نطاق واسع باعتباره واحد من أهم الفنانين في الربع الأخير من القرن العشرين في بلده.
لوكا هو الأخ الأكبر للمخرج، الممثل والملحن أندريا برودان.

## السيرة الذاتية

### النشأة
ولد لوكا برودان في روما في 17 أيار/مايو عام 1953،  وهو إيطالي من أصول اسكتلندية، وقد ولد مباشرة بعد عودة أسرة برودان من الصين، حيث كان يعمل والده في مشروع تجاري مزدهر لصناعة الفخار في الصين القديمة التي أصبحت لا تطاق بعد الغزو الياباني للصين خلال الحرب العالمية الثانية.
في شبابه، أرسله والداه إلى الجامعة المرموقة جوردونستون في اسكتلندا؛ وهي نفس الكلية التي درس فيها الأمير تشارلز، وقد أضاع فيها سنة قبل تخرجه، لينتقل بعد ذلك إلى لندن.
انتقل إلى لندن في 1970، وعمل في إيمي. وأثناء وجوده هناك، قام بتشكيل أول فرقة حملت اسم الرؤساء الجددحيث اشترك مع مجموعة من الفنانين المعاصرين في تلك الفترة على غرار جوي ديفيجن وغيره.
خلال عقد 1970، قام بإصدار بعض الأغاني التي لا تنسى، خاصة بعد اجتماعه مع الفنان والفيلسوف الأرجنتيني إدواردو سانييتي في عام 1976، والذي خلق له صوت جميل، وجعله يستوعب الجمالياية في البساطة بالإضافة إلى الالتزام. في Baudelerian مفهوم dandysmo يمكن تطبيقها على هذه الشاعر الفنانين مع عاداتهم، طرق, المتحملون وبعيدة عن أي اتجاه أو الأزياء، «كانوا السلائف.»
في عام 1981، وبعد أزمة الهيروين في أواخر 1970 التي عصفت به في لندن، انتقل لوكا إلى مزرعة قديمة تعود ملكيتها لصديقه الأرجنتيني تيمي ماك كيرن في وسط تلال محافظة قرطبة التابعة للأرجنتين، في محاولة منه قصد الابتعاد عن إدمان الهيروين.
بعد بعض الوقت في المزرعة، قرر الاستقرار في هرلينغام (إحدى ضواحي بوينس آيرس)، حيث أسس هناك وقاد مجموعة من الفرق على رأشها السومو وفرقة هرلينغام الريغي.

### الموت والتراث
مات برودان جراء نوبة قلبية أو بسبب تشمع الكبد وذلك في بوينس آيرس قبل وقت قصير من عيد ميلاده في 1987.
وبعد وفاته أصبح رمز من رموز فناني الروك في الأرجنتين، حيث تم الكتابة على الجدران العديد من الجمل مثل «لوكا لم يمت» وقد رصدت هذه الكتابات في جميع أنحاء العالم، وخاصة في أمريكا الجنوبية وأوروبا.
بعد وفاته تم نشر سجلان من قبل فرقة سومو وقد عرضت في التسجيلان وجهة نظر الفنان. أما معظم الأغاني الصادرة فقد سجلت في منطقة قرطبة، الأرجنتين، وقد أثر لوكا في العديد من الفنانين من قبيل ديفيد باوي، جيم موريسون، نيك دريك، لو ريد، إيان ديوري، إيان كورتيس من جوي ديفيجن وبوب مارلي.

## قائمة أعماله

### رفقة سومو
- Corpiños en la madrugada [Bras in the Morning] (EP, 1983)
- Divididos por la felicidad [Divided by Joy] (1985)
- Llegando los monos [Here Come the Monkeys] (1986)
- After chabón (1987)
- Fiebre [Fever] (1989)

### فردية
- Time Fate Love, recorded in 1980. Released in 1996
- Perdedores Hermosos [Beautiful Losers], recorded in 1981. Released in 1997

## وصلات خارجية
- لوكا برودان على موقع IMDb (الإنجليزية)
- لوكا برودان على موقع ميوزك برينز (الإنجليزية)
- لوكا برودان على موقع أول ميوزيك (الإنجليزية)
- لوكا برودان على موقع ديسكوغز (الإنجليزية)

- لوكا برودان على موقع فايند أغريف